# ナスタージョ・デリ・オネスティの物語、第三話
『ナスタージョ・デリ・オネスティの物語、第三話』（ナスタージョ・デリ・オネスティのものがたり、だいさんわ、西: La Historia de Nastagio degli Onesti (tercer episodio)、英: The Story of Nastagio degli Onesti, part two）は、イタリア初期ルネサンス絵画の巨匠サンドロ・ボッティチェッリが1483年に板上にテンペラで描いた絵画である。本作は4点の連作のうちの『第三話』で、元来4点はフィレンツェのプッチ家のコレクションにあった。1868年、この連作は売却され、何人かの所有者を経た後、『第四話』 (プッチ宮、フィレンツェ) を除く3点はスペインのフランシスコ・カンボー (Francisco de Asís Cambó Batlle) 氏のコレクションに入った。3点は氏の寄贈で1941年にマドリードのプラド美術館に寄贈され、現在、プラド美術館に展示されている。

## 背景
本作は、1483年にアントニオ・プッチ (Antonio Pucci) が息子ジャンノッツォ (Giannozzo) とルクレツィア・ビーニ (Lucrezia Bini) との結婚式の際に依頼した4点の連作のうちの1点で、2人の結婚式場の装飾用に描かれた。
研究者は、この連作の全体の意匠と何人かの人物像をボッティチェッリに帰属しているが、画家としての絶頂期にあったボッティチェッリは多忙を極めていたため、制作には助手のバルトロメオ・ディ・ジョヴァンニとヤコポ・デル・セッライオの手が入っているとみている。特に最初の3枚はバルトロメオ・ディ・ジョヴァンニ、4枚目はヤコポ・デル・セッライオに委ねられた。
これらの絵画は、1868年に売却されるまでフィレンツェのプッチ宮にあった。上述のように最初の3点は現在プラド美術館にあり、最後の1点はイギリス、オックスフォードシャーのチャールベリーにあるワトニー・コレクションにしばらく所蔵された後、今は元の場所プッチ宮にある。

## 作品

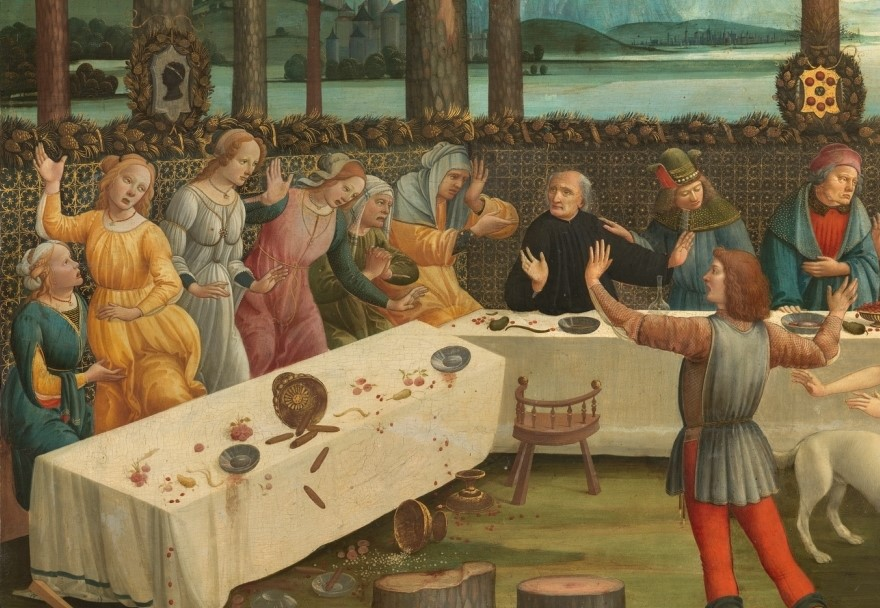
部分

ラヴェンナの貴族である『ナスタージョ・デリ・オネスティの物語』は、ジョヴァンニ・ボッカッチョによる『デカメロン』の5日目の8番目の物語である。このテーマは、恋愛のハッピーエンディングのために選択されたものである。パオロ・トラヴェルサーリ (Paolo Traversari) の娘はナスタージョの求愛を拒否するが、別の女性が恋人に対する同じ冷酷さの罪によって地獄の刑罰を受けるのを目撃した後、気が変わり、ナスタージョと結婚式を挙げる。
『第二話』で、ナスタージョは、騎士のグイド・アナスタージを自殺にいたらしめた女性が松林の中で彼と犬に追跡され、殺される場面を目撃する。この出来事が毎週金曜日に繰り返されることを知ったナスタージョは、この出来事を利用して、自分の冷たい恋愛相手を家族とともにこの松林に招待しようと決める。
第三話の本作は、ナスタージョが騎士と女性の追跡の刑罰を見た翌週の金曜日の出来事を描いている。ナスタージョは、惨劇を見た林の中で食事会を主催し、冷淡な恋愛相手の女性と家族を招く。宴たけなわのころ、騎士と女性が現れ、惨劇が繰り返される。ナスタージョは、驚き恐れる客たちに事態を説明し、自身の冷淡さにも罰が加えられるかもしれないと恐れた女性はナスタージョとの結婚に同意する。画面中景右端では、彼女の女中がそのことをナスタージョに伝えている。
宴席の向こうの松の木には、この連作絵画をボッティチェッリ依頼したプッチ家の紋章 (左)、おそらくジャンノッツォ・プッチとルクレツィア・ビーニとの婚礼の仲介を務めたロレンツォ・デ・メディチの紋章 (中央)、そしてプッチ家とビーニ家の紋章の組み合わさった両家の縁組を表す紋章 (右) が掛けられている。
続く『第四話』には、ナスタージョと女性の結婚式の場面が描かれている。

## ギャラリー

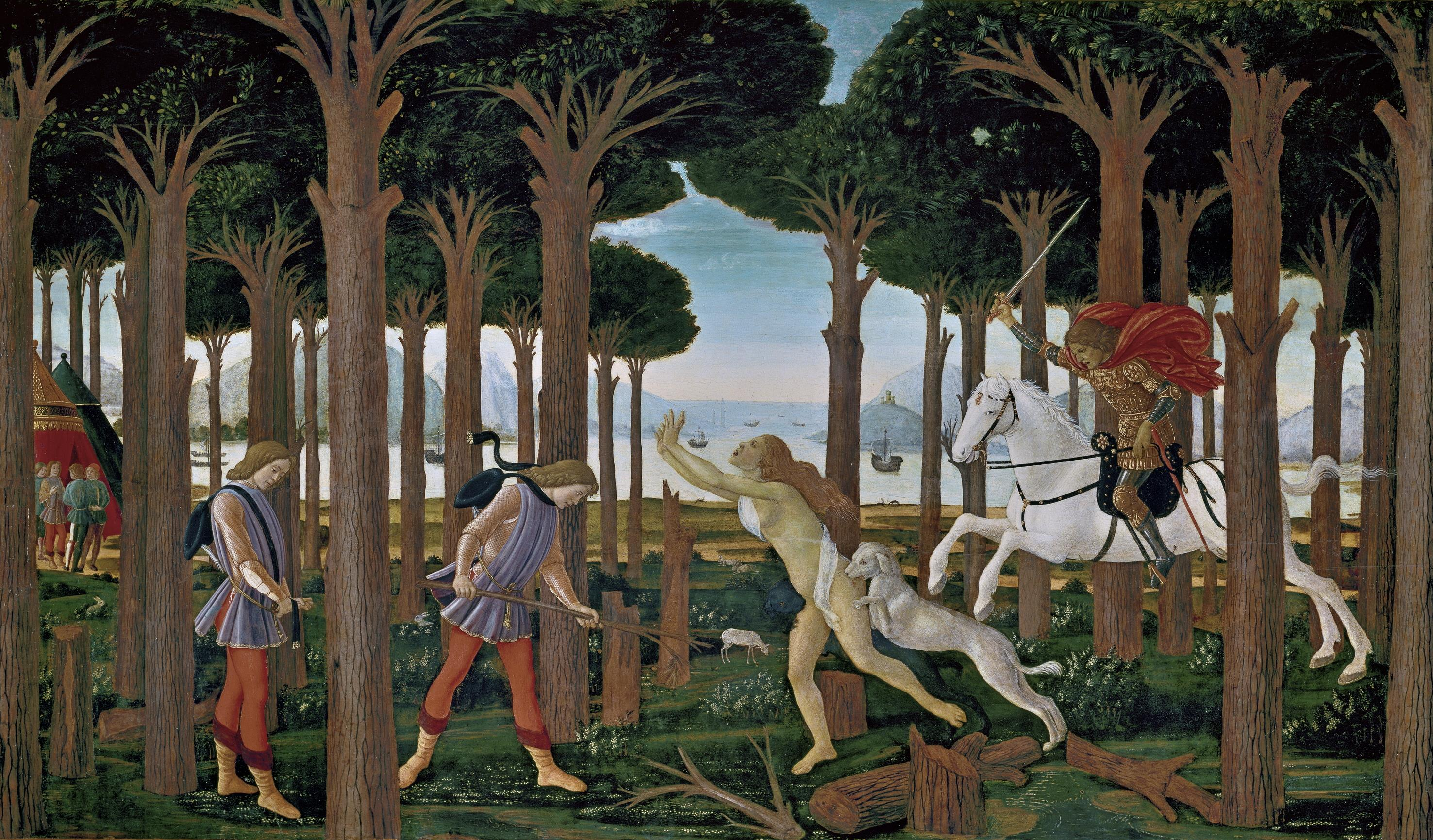
『ナスタージョ・デリ・オネスティの物語、第一話』、プラド美術館
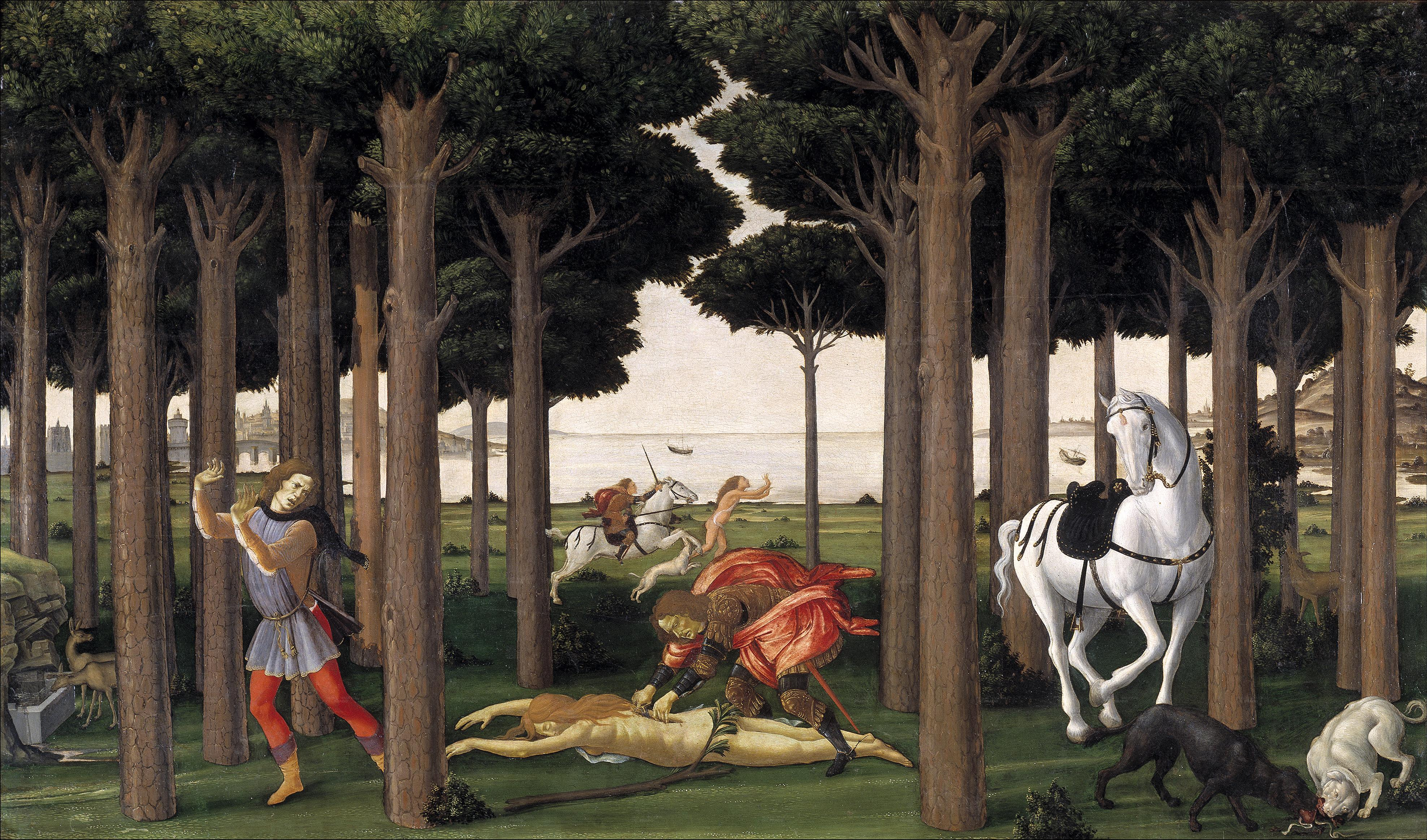
『ナスタージョ・デリ・オネスティの物語、第二話』、プラド美術館
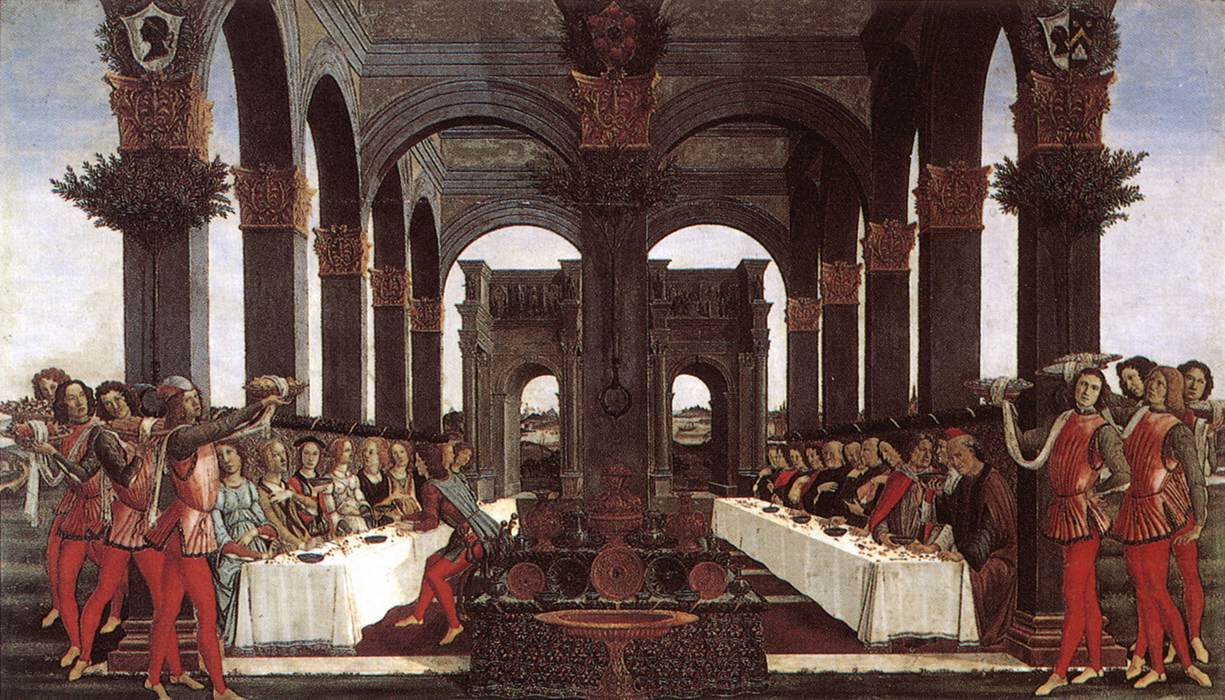
『ナスタージョ・デリ・オネスティの物語、第四話（イタリア語版）』、プッチ宮 (フィレンツェ)